# Friedrich Geiger
Pour les articles homonymes, voir Geiger.
Friedrich Geiger (24 novembre 1907 - 13 juin 1996) est un ingénieur designer automobile allemand de Mercedes-Benz, célèbre pour avoir dessiné entre autres les Mercedes-Benz 540K et Mercedes-Benz 300SL…,

## Biographie
Friedrich Geiger nait à Süßen en Allemagne. Il poursuit des études d'ingénieur en design avant de rejoindre Mercedes-Benz en avril 1933. Il est chargé de la conception des deux modèles de voitures de sport Mercedes-Benz 500K et 540K.

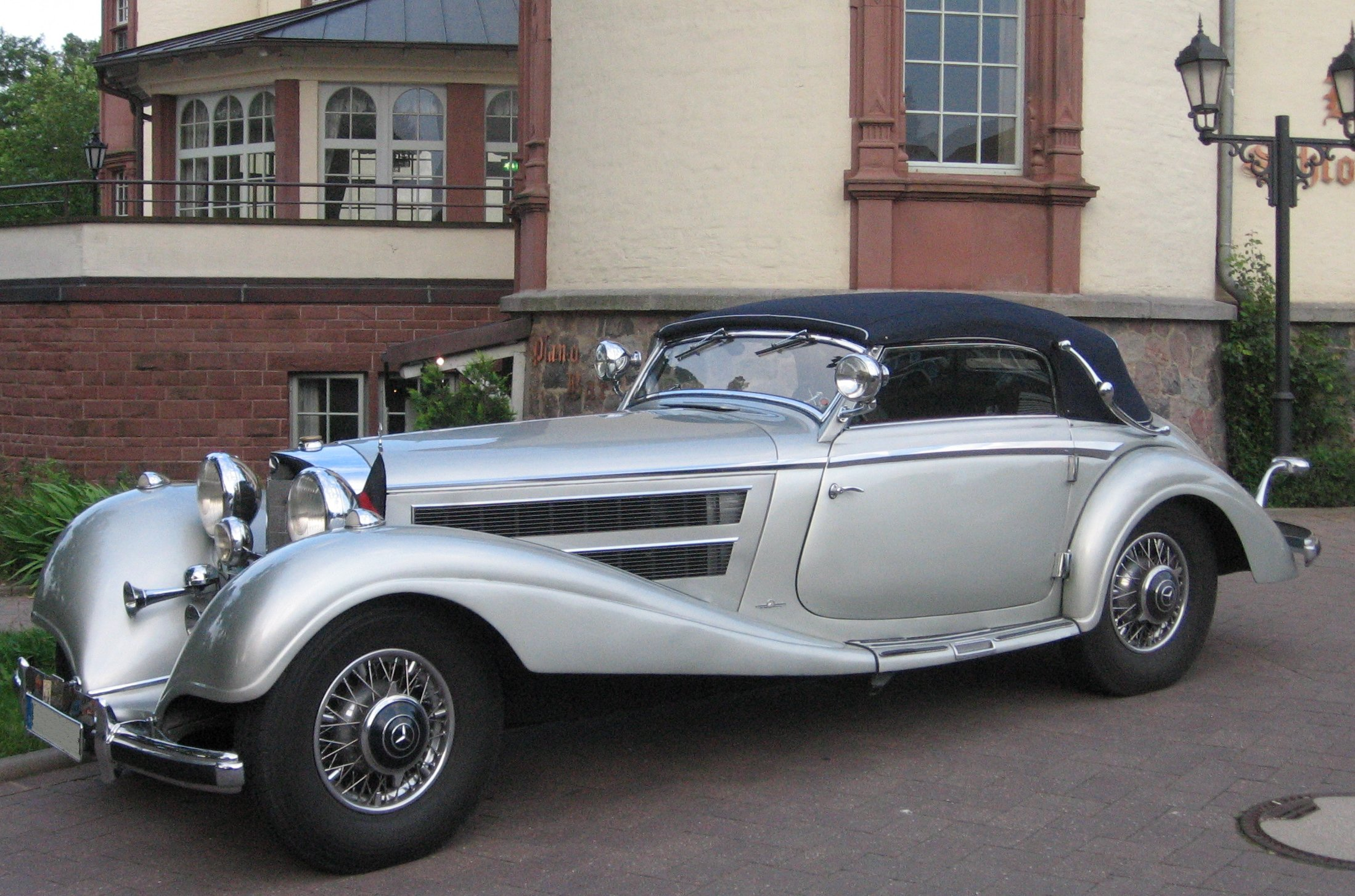
Mercedes-Benz 500K
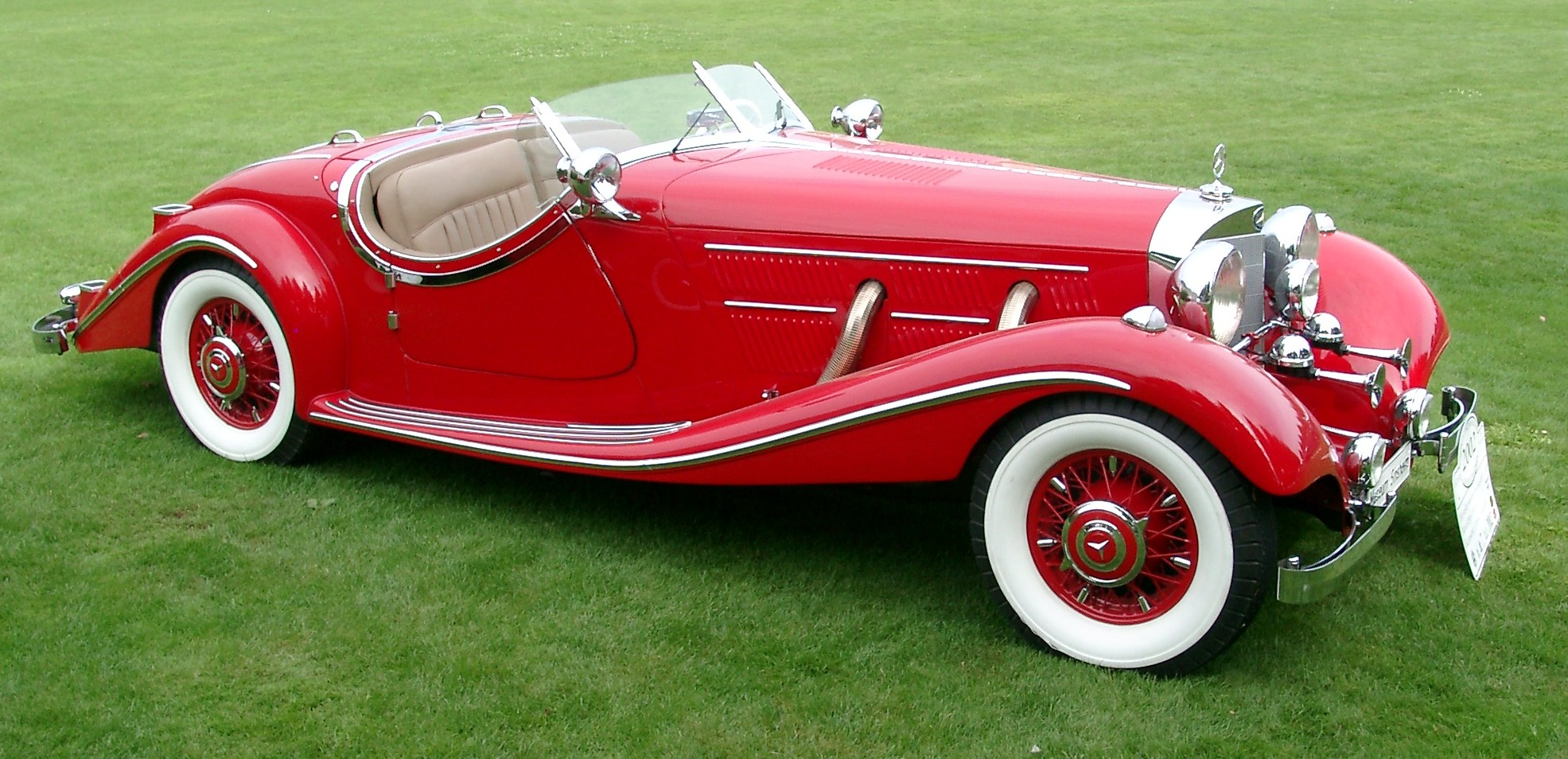
Mercedes-Benz 540K
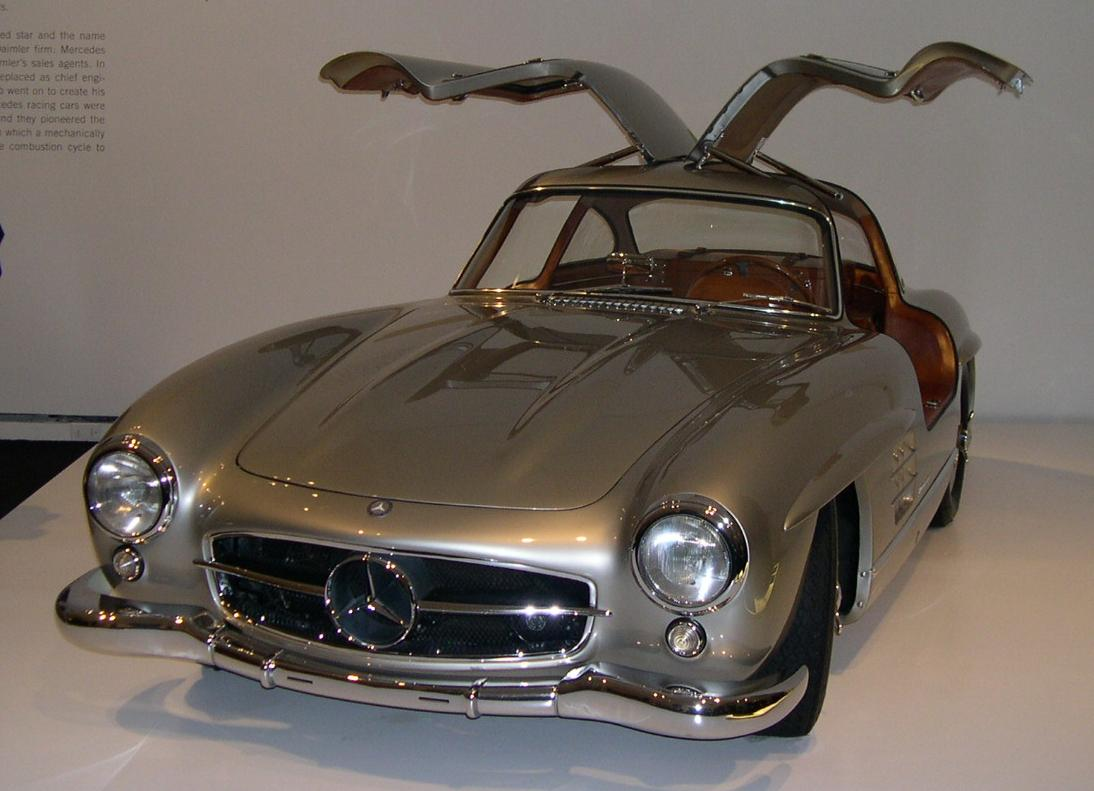
Mercedes-Benz 300SL

Il quitte Mercedes-Benz Daimler-Benz en avril 1948, puis y retourne deux ans plus tard. Il conçoit alors la mythique Mercedes-Benz 300SL. Il continue à travailler chez Mercedes-Benz jusqu'en décembre 1973 après avoir créé les Mercedes-Benz W111, 112, W110, W113, R107, W108/109 (en), W116 et Mercedes-Benz 600.
Son collaborateur Bruno Sacco lui succède. Il disparaît en 1996 à l'âge de 88 ans à Bad Überkingen. 